# Studia Polsko-Ukraińskie

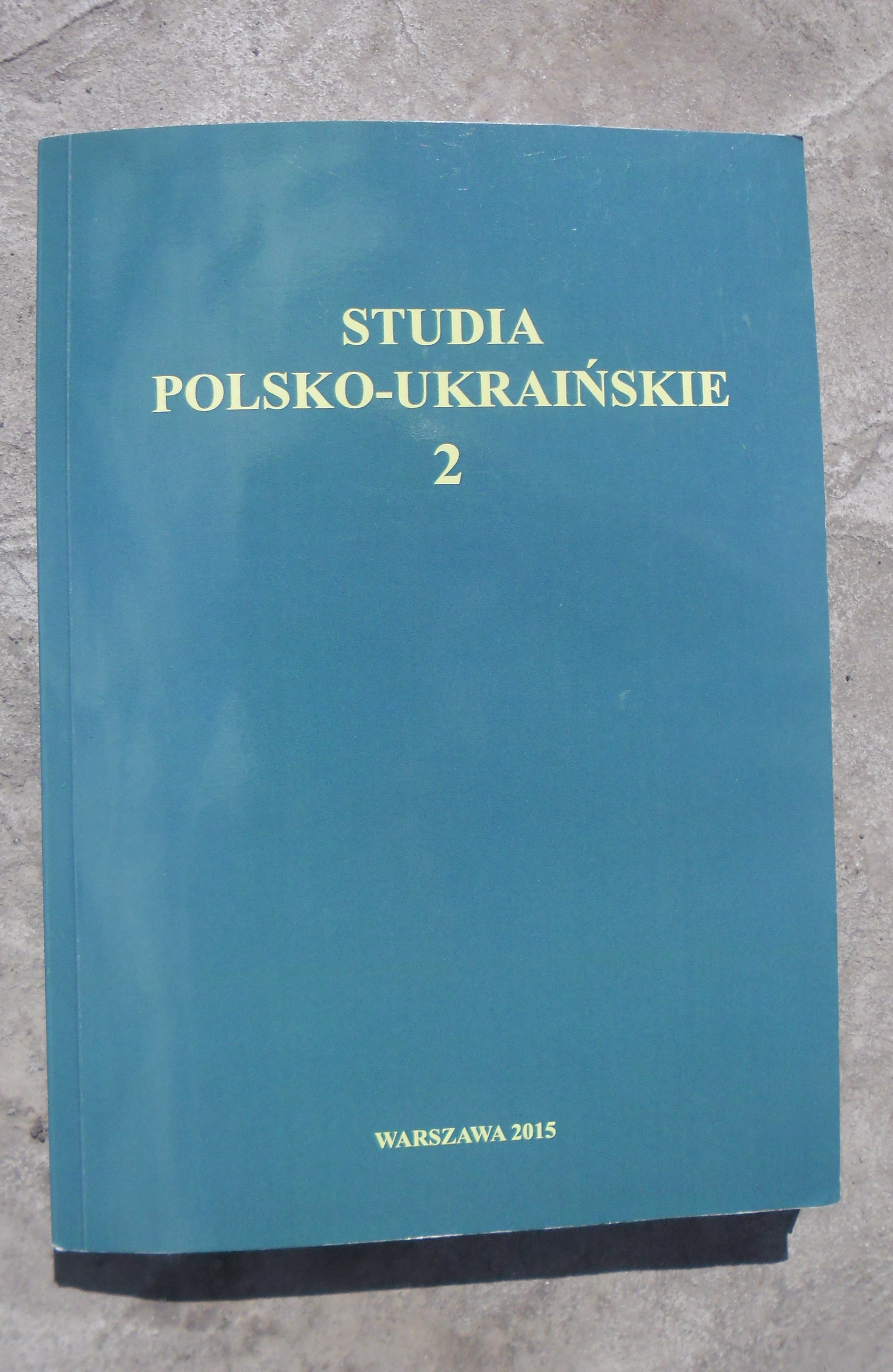

«Studia Polsko-Ukraińskie» — наукове періодичне видання ISSN 2353-5644; е-ISSN 2451-2958
Засноване у Варшаві у 2014 р. Засновник: Варшавський університет. Видавництво: Факультет прикладної лінгвістики Варшавського університету.
Журнал є плодом співпраці між освітніми закладами й науковими установами: Варшавським університетом, Інститутом літератури НАН України, Університетом Білостока, Львівським національним університетом ім. Івана Франка, Київським національним університетом ім. Тараса Шевченка та Університетом Мілана.
Збірник друкує матеріали актуальних міждисциплінарних досліджень в області порівняльної літератури, історії та філософії. У центрі уваги залишаються неопубліковані тексти, відповідні профільні тематичні журнали.
Базова версія: друкована. Формат: B5.
Мови статей: польська, українська, англійська.
Головний редактор: д.ф.н., проф. Соболь Валентина Олександрівна (prof. dr hab. Valentyna Sobol)
Видання індексується в:
- Index Copernicus [1][2][3]
- CEJSH
- Arianta
- PBN
- POL-on
- WorldCat
- CEEOL